# 캐논 EF-S 17-55mm 렌즈

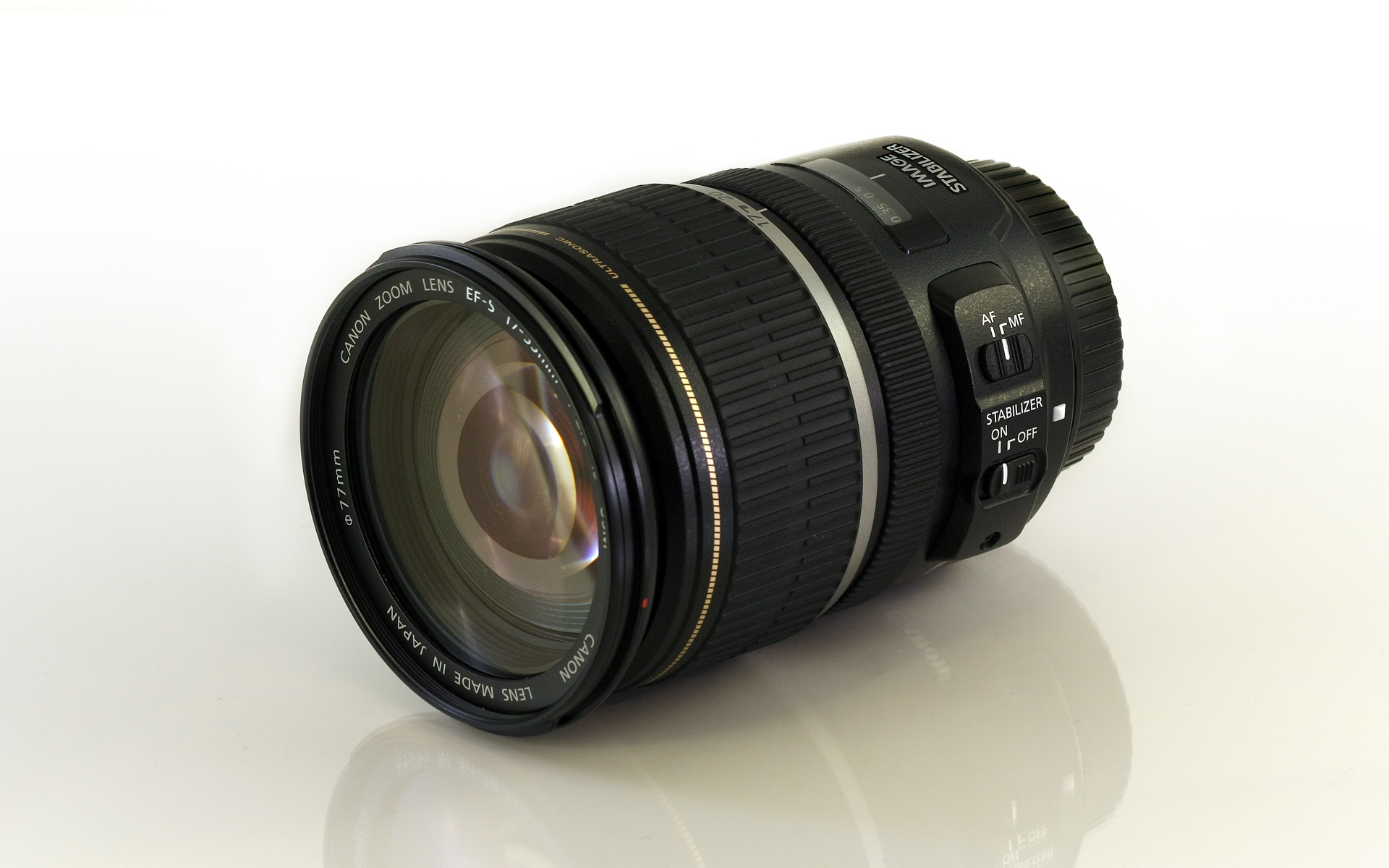
캐논 EF-S 17-55mm 렌즈

캐논 EF-S 17-55mm f/2.8 IS USM 렌즈는 캐논 EF-S 마운트를 가지고 있는 캐논의 고성능 표준 줌 렌즈이다. 35mm 환산 초점거리는 27-88mm이다.